# Jens Christian Kofoed
Jens Christian Kofoed (6. april 1864 på Elesgård, Ibsker Sogn – 3. november 1941 i København) var en dansk arkitekt, der praktiserede historicismen og særligt med den italienske middelalderarkitektur som forbillede. Han har bl.a. bygget missionshuse mm. for KFUM.

## Uddannelse
Kofoeds forældre var gårdejer Maurits Markmann Kofoed og Karen Kirstine Hansen. Han var i snedker- og tømrerlære i Nexø 1880-85, blev tømrersvend i København 1889 (vandt sølvmedalje), dimitteredes fra Teknisk Skole i København 1888 og gik på Kunstakademiets Arkitektskole fra 5. december 1888 indtil afgang 28. maj 1896.

## Karriere
Han var konduktør for Ludvig Knudsen, Hans J. Holm og H.B. Storck og havde siden egen tegnestue. Kofoed var vurderingsmand for Københavns Magistrat 1912-41 og for Østifternes Kreditforening 1912-41. 
Han modtog K.A. Larssens legat 1895, Akademiets stipendium 1901 og vandt diplom med bronzemedalje ved Olympiaden, Paris 1924 (et stadion). Han rejste i Tyskland 1892, Tyskland og Norditalien 1895, Holland, Belgien, England og Italien 1901 og England 1906. 
Kofoed udstillede på Charlottenborg Forårsudstilling 1901, Rådhusudstillingen i København 1901, Landsudstillingen i Århus 1909 og på Dänische Ausstellung, Kgl. Kunstgewerbemuseum, Berlin 1910. 
Kofoed blev gift 18. marts 1910 i Rønne med Agnethe Michelle Hjorth (18. juli 1871 i Rønne), datter af terrakottafabrikant Lauritz Adolph Hjorth og Agnethe Marie Wolffsen. Han er begravet på Vestre Kirkegård (København).

## Værker
- Missionshus, Bymandsgade 2, Dragør (1897)
- KFUM-borgen (ældre del), Gothersgade/Tornebuskegade, København (1898-1901, KFUM-logo fjernet)
- Villa Skodsborg, Skodsborg Strandvej 85, Skodsborg (1901, opdelt i lejligheder)
- KFUM, Klostergade 37, Århus (1903, pensionat, festsal, foreningslokale ombygget 1950)
- Sømandshjemmet, Gl. havn, Esbjerg (1903)
- Centralbygning, Forchhammersvej 4-6, Frederiksberg (1903-05)
- Sømandshjemmet Bethel, Nyhavn 22-24 (1909)
- Sømandshjemmet, Skagen Havn (1909)
- Ligkapel, Allinge Kirke (1907)
- Vesterhede Kirke (1909-10)
- Præstebolig, Hejnsvig (1910)
- Timotheus Kirke, Christen Bergs Allé 5, København (1911)
- Genopførelse af Jerusalemskirken, Rigensgade, København (1914)
- Villa med tilhørende staldbygning, Norgesmindevej 13, 2900 Hellerup (1914-15)
- Ejendomme i bl.a. Stockholmsgade-kvarteret, omkring Skt. Jakobs Gade og Østerbrogade og ved Enghave Plads

## Galleri
- Kapellet i Allinge
- Timotheus Kirke